# Мечеть Ях'я-бея
Мече́ть Ях'я́-бе́я (тур. Yahya Bey Camii) — мечеть, розташована в центрі Едірне, Туреччина. Була збудована у 1577–1578 роках поетом Ях'я-беєм за проектом Мімара Сінана як месджид (мала молитовна споруда).
Мечеть збудована з тесаного каменю та цегли у змішаній кладці, має квадратний план, один купол та один мінарет.
Мечеть перебуває у власності Головного управління фондів та була відреставрована у 1990-х роках. Рішенням Ради з охорони культурної та природної спадщини Едірне від 04.07.2003 за номером 7697 вона була взята під охорону.